# 필라델피아 팬텀스
| 필라델피아 팬텀스 | |
| 콘퍼런스          | 남부 콘퍼런스 (1996년~1997년) 서부 콘퍼런스 (1997년~2003년) 동부 콘퍼런스 (2003년~2009년)          |
| 디비전            | 미드-애틀랜틱 디비전 (1996년~2001년) 사우스 디비전 (2001년~2003년) 이스트 디비전 (2003년~2009년)   |
| 설립연도          | 1996년                                                                                             |
| 해체연도          | 2009년                                                                                             |
| 역사              | 필라델피아 팬텀스 (1996년~2009년) 애디론댁 팬텀스 (2009년~2014년) 리하이 밸리 팬텀스 (2014년~현재) |
| 경기장            | 스펙트럼                                                                                           |
| 연고지            | 펜실베이니아주 필라델피아                                                                          |
| 상징색            | 검정, 보라, 오렌지, 하양                                                                           |
| 구단주            | |
| 단장              | |
| 감독              | |
| NHL 제휴          | |
| ECHL 제휴         | |
| 정규시즌 우승     | 2 (1997, 1998)                                                                                     |
| 콘퍼런스 우승     | 2 (1998, 2005)                                                                                     |
| 디비전 우승       | 4 (1997, 1998, 1999, 2004)                                                                         |
| 칼더 컵           | 2 (1998, 2005)                                                                                     |
| 영구 결번         | |

필라델피아 팬텀스(Philadelphia Phantoms)는 미국 펜실베이니아주 필라델피아를 연고지로 하는 1996년부터 2009년까지 AHL 소속되었던 아이스 하키팀이다.
2009년 연고지를 뉴욕주 글렌즈 폴스 (애디론댁 팬텀스)로 이전했다.

## 역대 홈경기장
| 필라델피아 팬텀스 |               |          |                           | |
| 경기장            | 사용기간      | 수용인원 | 장소                      | 비고 |
| 스펙트럼          | 1996년~2009년 | 17,380명 | 펜실베이니아주 필라델피아 | 코어스테이츠 스펙트럼 (1996년~1998년) 퍼스트 유니언 스펙트럼 (1998년~2003년) 와코비아 스펙트럼 (2003년~2009년) |